# Chiesa di San Nicolao (Ornavasso)
La chiesa di San Nicolao è la parrocchiale di Ornavasso, in provincia del Verbano-Cusio-Ossola e diocesi di Novara; fa parte dell'unità pastorale di Gravellona Toce.

## Storia e struttura
Venne edificata tra il 1542 e il 1587 sui resti di una pre-esistente cappella inizialmente intitolata a Sant'Antonio Abate e poco dopo la metà del XV secolo dedicata a San Nicola.
La posizione dell'edificio, edificato in posizione sopraelevata rispetto all'attuale centro dell'abitato, è spiegata da esigenze di protezione dalle esondazioni dei corsi d'acqua presenti nella valle e di riparo dai venti. Un tempo il centro abitato di Ornavasso e i principali edifici del potere pubblico come il municipio e il castello si trovavano nella stessa zona. Lo sviluppo urbanistico dell'abitato seguì il corso delle rogge utilizzate per alimentare i mulini.
Sul lato occidentale della chiesa si trovava un piccolo cimitero, ben presto insufficiente per le esigenze della popolazione.
L'edificio, a tre navate con un'irregolarità nella navata sinistra data dalla conformazione del terreno, si presenta con una facciata in stile rinascimentale di grande equilibrio e simmetria, al centro della facciata un ormai irriconoscibile affresco di San Nicola.
Il marmo della facciata, caratterizzato da striature marroni, venne ricavato da una vicina cava, particolare cura venne messa nella disposizione dei blocchi come si evince dal parallelismo delle striature. Lo stesso marmo è presente nell'interno nel rivestimento delle colonne, delle lesene e degli archi.
Due le cappelle presenti nella navata sinistra, una dedicata a San'Antonio Abate e l'altra contenente il battistero rifatto negli anni tra il 1652 e il 1663.
Ai lati dell'altare maggiore vi sono due cappelle, una dedicata alla Madonna del Rosario e l'altra a San Giovanni Battista, a lato di questa si apre la sagrestia, entrambi gli altari risalgono alla fine del XVIII secolo.
Nella navata destra si incontrano la più recente cappella del Santissimo Sacramento (1889) e la cappella di Sant'Antonio da Padova databile circa al 1740.

### Campanile

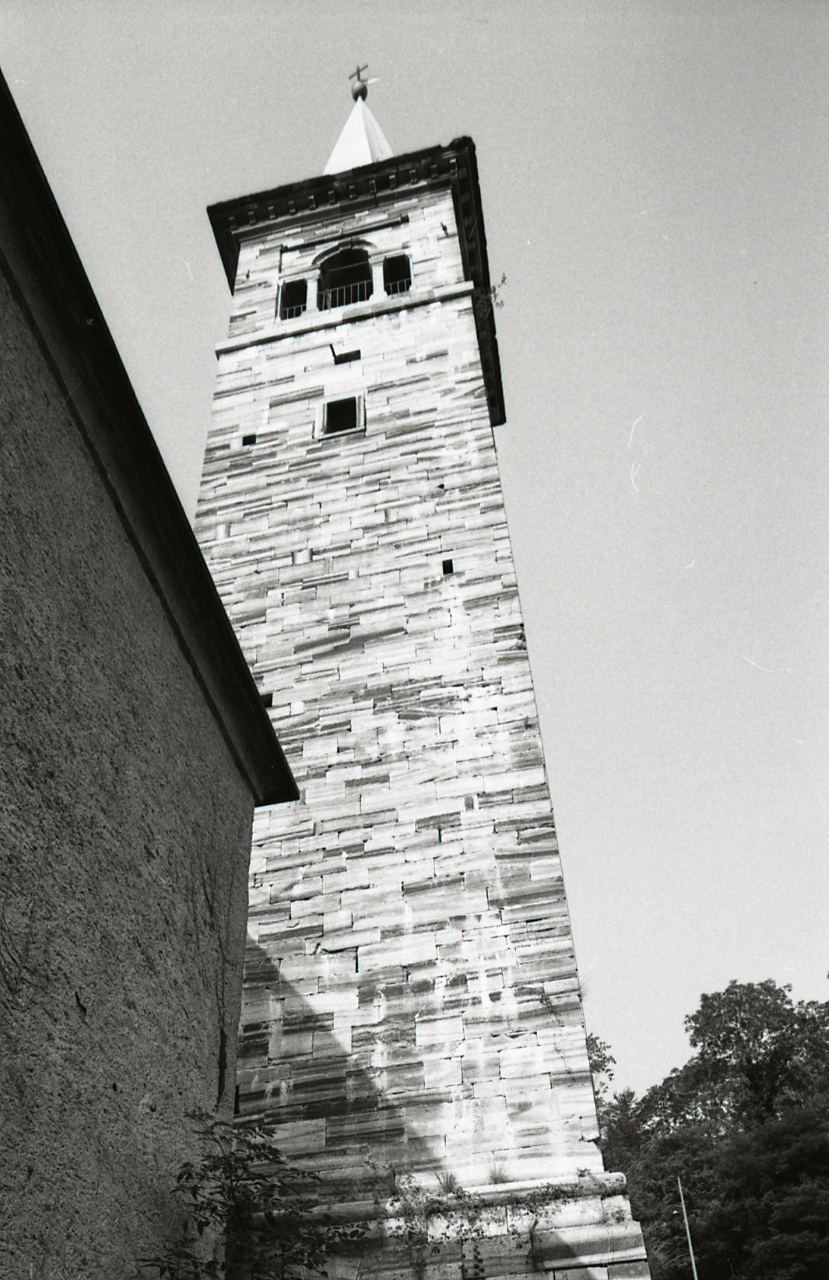
Dettaglio della torre campanaria in una foto di Paolo Monti.

Il campanile, che si eleva a lato dell'edificio, è alto 62,5 m, la sua costruzione è cominciata nel 1604 come riporta un'iscrizione sull'architrave sopra la prima fila di finestre. Pre-esistente a questo vi era un altro campanile, situato sul lato opposto della chiesa e abbattuto, o perlomeno gravemente danneggiato, da un fulmine nel 1593 e che durante l'edificazione della chiesa pose alcune difficoltà per il proseguimento dei lavori. Il contratto d'acquisto dell'orologio risale all'8 maggio 1571 per un costo di 34 scudi d'oro
La gestione del campanile venne affidata alla pubblica amministrazione.